# Hołownia II
Hołownia II – polski herb książęcy, odmiana herbu Hołownia I. Herb własny rodziny Hołowniów.

## Opis herbu

### Opis historyczny
Juliusz Ostrowski blazonuje herb następująco:

W polu czerwonem – srebrny znak æ. Nad tarczą mitra książęca.

### Opis współczesny
Opis skonstruowany współcześnie brzmi następująco:
Na tarczy w polu czerwonym, trzy srebrne łękawice, połączone ze sobą w słup srebrną belką – gdzie górna ustawiona jak litera M, a środkowa i dolna jak litera W.
Nad tarczą mitra książęca.

## Geneza

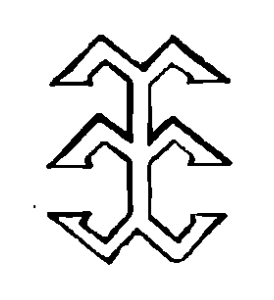
Zdjęcie z herbarza Adama Bonieckiego, przedstawiające znak pieczętny Hołowniów.

Według Juliusza Ostrowskiego, herb Hołownia II przysługujące niektórym Hołowniom, a dokładniej – rodzinie ze szczepu książąt Rurykowiczów. Jest też odmianą herbu Hołownia I.
Józef Wolff uważa, że Hołowniowie są potomkami kniaziów pińsko-turowskich ze strony książąt Ostrożeckich. Protoplastą rodu miał był kniaź Iwan Dymitrowicz-Hołownia (syn Dymitra), który według Jana Tęgowskiego jest tożsamy z Dymitrem Koriatowiczem (synem Koriata), co wskazywałoby na wywód Hołowniów od kniazia Giedymina .

## Herbowni
Informacje na temat herbownych w artykule sporządzone zostały na podstawie wiarygodnych źródeł, zwłaszcza klasycznych i współczesnych herbarzy. Należy jednak zwrócić uwagę na częste zjawisko przypisywania rodom szlacheckim niewłaściwych herbów, szczególnie nasilone w czasie legitymacji szlachectwa przed zaborczymi heroldiami, co zostało następnie utrwalone w wydawanych kolejno herbarzach. Identyczność nazwiska nie musi oznaczać przynależności do danego rodu herbowego. Przynależność taką mogą bezspornie ustalić wyłącznie badania genealogiczne.
Pełne listy herbownych nie są dziś możliwe do odtworzenia, także ze względu na zniszczenie i zaginięcie wielu akt i dokumentów w czasie II wojny światowej (m.in. w czasie powstania warszawskiego w 1944 spłonęło ponad 90% zasobu Archiwum Głównego w Warszawie, gdzie przechowywana była większość dokumentów staropolskich). Nazwisko znajdujące się w artykule pochodzi z Księgi herbowej rodów polskich, Juliusza Ostrowskiego. Występowanie danego nazwiska w artykule nie musi oznaczać, że konkretna rodzina pieczętowała się herbem Hołownia II. Często te same nazwiska są własnością wielu rodzin reprezentujących wszystkie stany dawnej Rzeczypospolitej, tj. chłopów, mieszczan, szlachtę. Herb Hołownia II jest herbem własnym, wiec do jego używania uprawniona jest zaledwie jedna rodzina: Hołowniowie.